# Goyavier
Ne pas confondre avec le fruit du goyavier de Chine, appelé goyavier à la Réunion.
Pour l'oiseau, voir Bulbul goiavier.
Psidium guajava
Espèce
Classification phylogénétique
Le goyavier (Psidium guajava) est une espèce de plantes à fleurs de la famille des Myrtaceae. C'est un arbre fruitier originaire des régions tropicales d'Amérique. C’est un petit arbre souvent tortueux, à écorce se desquamant par plaques et feuilles opposées. Les fleurs blanches donnent des fruits charnus, comestibles, nommés goyaves. Dans les départements français d'Amérique, le nom du fruit du goyavier est prononcé gwayav, ce qui est le plus proche étymologiquement du nom d'origine arawak guaiaba. Toutefois, dans le reste de la francophonie, la tendance serait majoritairement à la prononciation go-yav. Cette prononciation qui peut paraître arbitraire semble s'être propagée depuis l'Hexagone vers les autres bassins du monde francophone épargnant les locuteurs français des terres originelles du goyavier.
L’arbre est une rudérale ubiquiste, cultivé pour son fruit.

## Histoire de sa diffusion
À l’arrivée des Européens dans le Nouveau Monde, le goyavier était présent dans toute l’Amérique tropicale. Les botanistes considèrent généralement que la distribution d’origine était plus limitée (sans pouvoir préciser) et que l'espèce s’est diffusée dans toute la zone tropicale.
Le frère  Ramón Pané était le compagnon de Christophe Colomb lors de son deuxième voyage aux Indes. Il séjourna sur l’île d’Hispaniola (Saint Domingue) de 1494 à 1499 et y recueillit les mythes des Indiens taïnos. Ce fut le premier Européen à mentionner la goyave. Il indique que « si les morts restent enfermés le jour, on prétend qu’ils se promènent la nuit et mangent un certain fruit nommé guabazza. ». Les goyaves étaient très appréciées par les indigènes américains et l’infusion de l’écorce externe (le rhytidome) de l’arbre servait à combattre les diarrhées.
Ce sont les Portugais qui introduisirent probablement cet arbre en Afrique et en Asie où il s’est rapidement répandu grâce à sa robustesse et aux qualités gustatives de son fruit. Au Cap-Vert et en Angola, les premières références ne remontent qu’au XVIIe siècle mais on sait que des goyaves furent servies en 1590 à la table de l’empereur moghol Akbar. Le fruit pénétra ensuite au Bengale, d’abord sous les noms de peyara, piara et peara, en raison de sa ressemblance avec  la poire (pera en portugais).
De nos jours, Psidium guajava s’est naturalisé dans de nombreux habitats perturbés de beaucoup de régions tropicales du monde.

## Étymologie et nomenclature

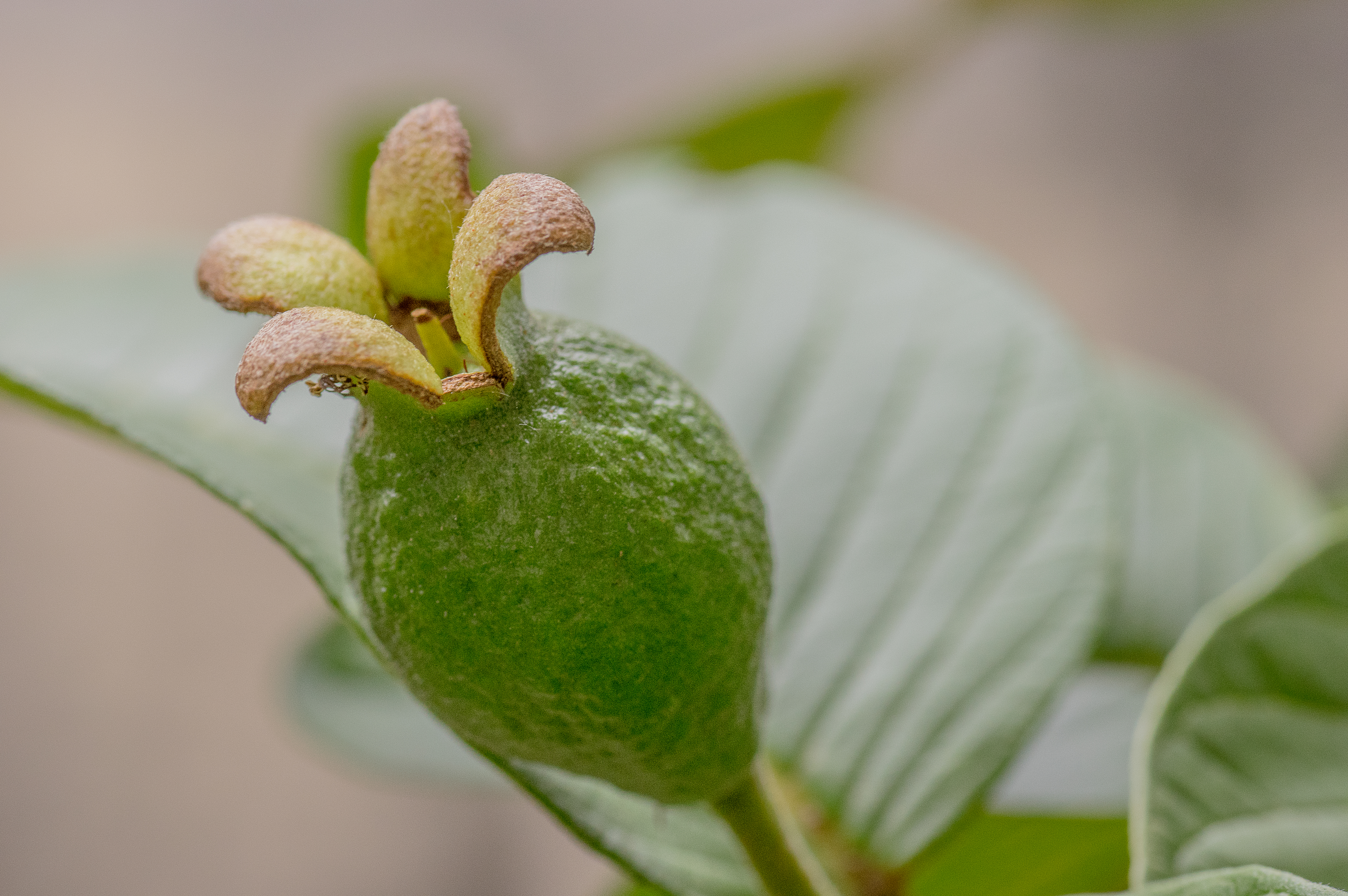
Fruit pas encore mûr, avec calice persistant.

Le terme français de goyave a été introduit par des traductions de l’espagnol, sous une forme empruntée à l’arawak (langues amérindienne des Caraïbes) guayaba (1555).
Carl Linné en donna la description en 1753 sous le nom de Psidium guajava dans Species plantarum.
Le nom de genre Psidium en latin vient du grec ancien ψιδιον (psidion) qui serait soit une erreur pour  ψέλιον (psélion) « brassard, bracelet de cheville »[réf. souhaitée], soit un nom de la grenade utilisé par Dioscoride,.

## Description
C'est un arbre de taille moyenne qui peut atteindre 8 à 13 m de hauteur. Souvent ramifié très bas, il est assez tortueux et à bois très dur. L’écorce lisse, mince, verte ou rougeâtre, se desquame en plaques. Le feuillage est persistant.
Les feuilles opposées, de forme oblongue à elliptique, sont couvertes d'un fin duvet sur la face inférieure. Elles peuvent atteindre 15 cm de long et 6 cm de large. Le pétiole est court (3–5 mm),.
Les fleurs axillaires sont solitaires ou bien en cyme par 2 ou 3. Les pétales  de 10–20 mm, au nombre de 4, sont blancs. Les nombreuses étamines (150-175), très visibles, font de 6 à 9 mm.
La fleur est pollinisée par les insectes. Aux Antilles, la floraison a surtout lieu en avril-juillet.
Le fruit est une baie ovoïde ou pyriforme, de 3–7 cm, avec à l’apex son calice persistant. La chair est blanche ou jaunâtre ou rose. Elle contient de nombreuses graines.
Aux Antilles, la fructification a surtout lieu en septembre-octobre.
Numération chromosomique (2n=2x=22).

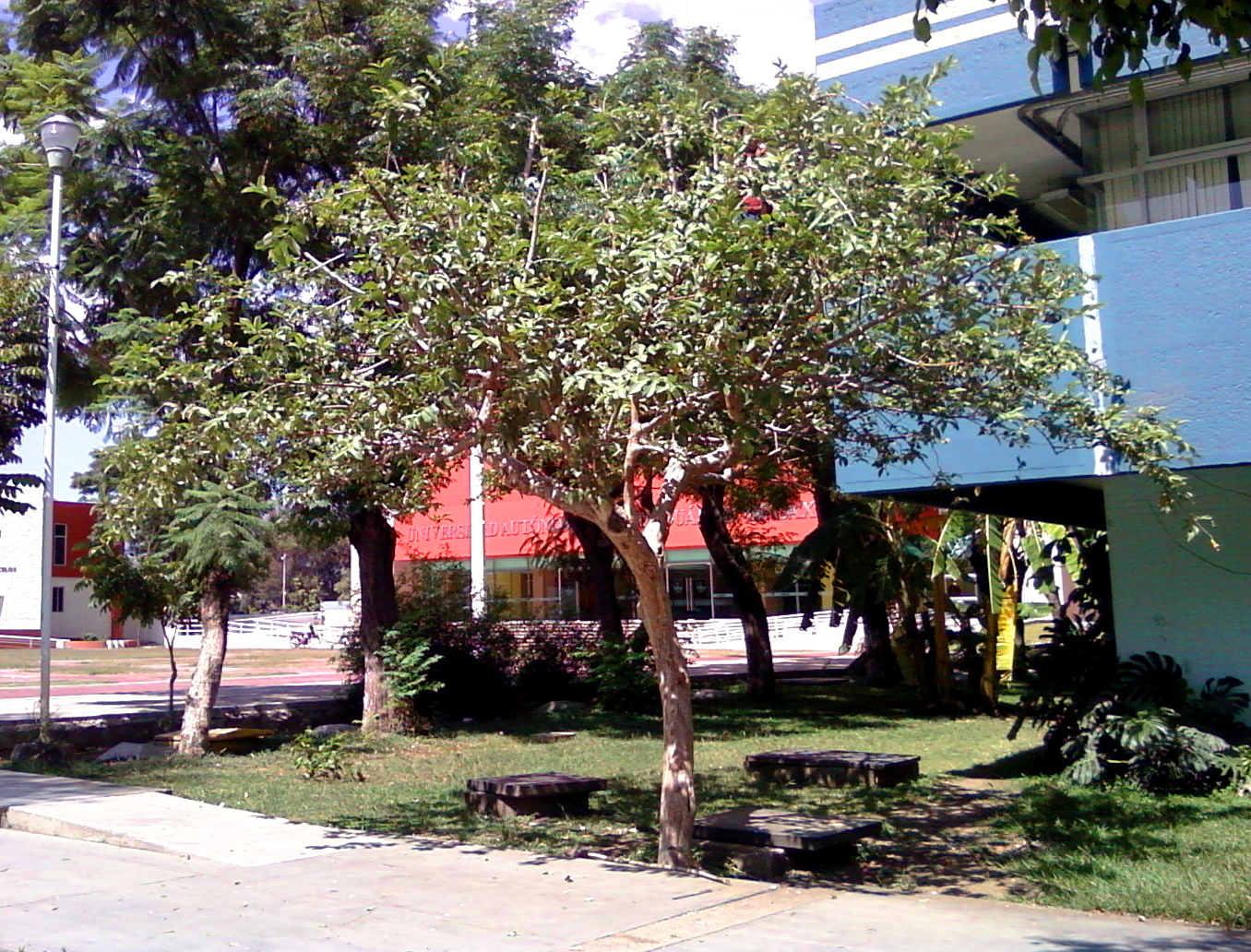
Goyavier (Mexique).
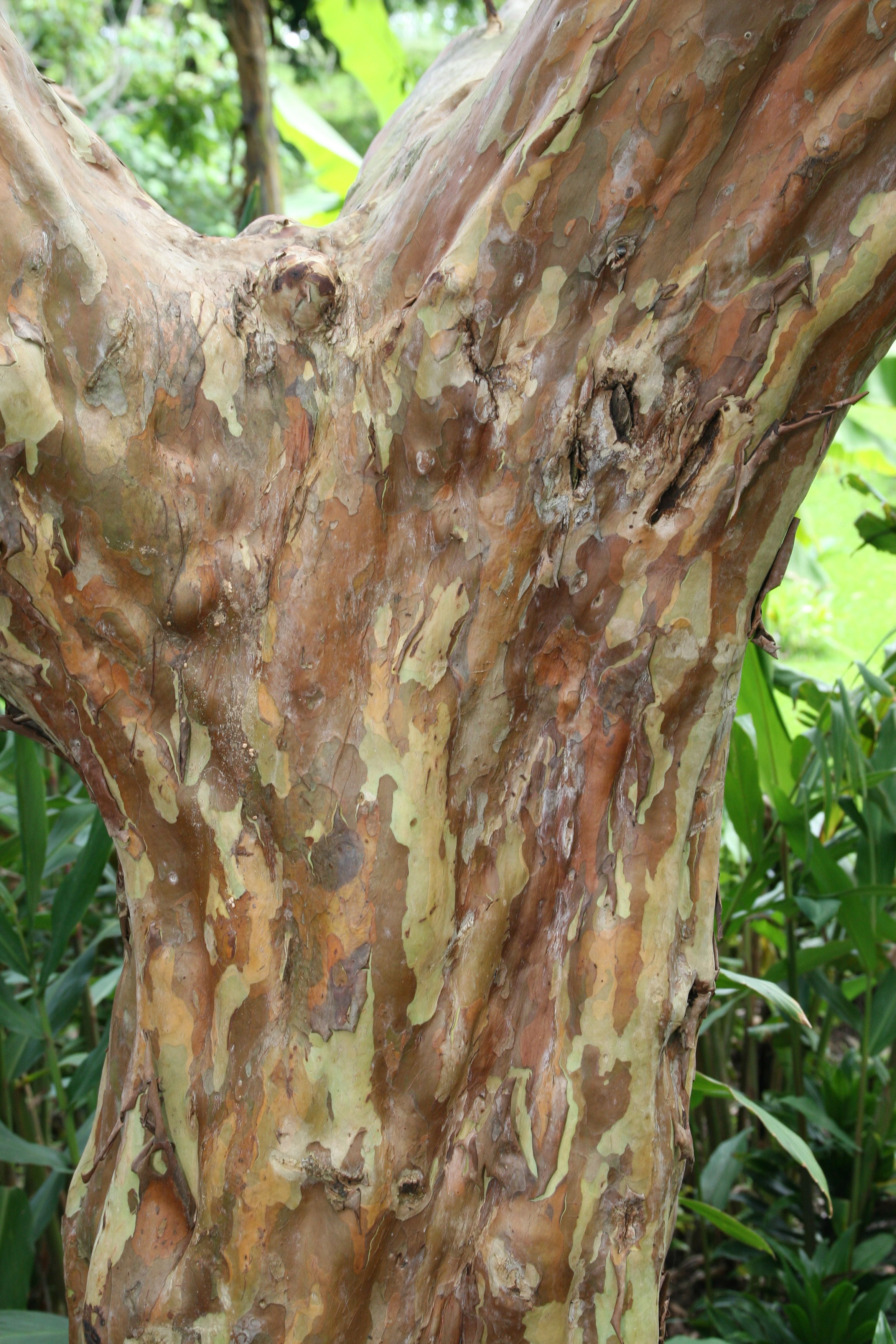
Tronc (Costa Rica).
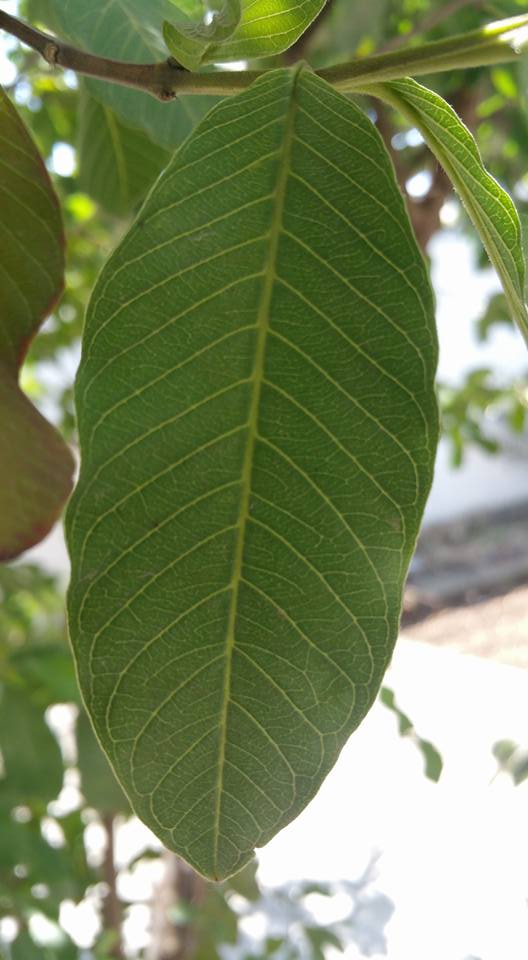
Feuille.
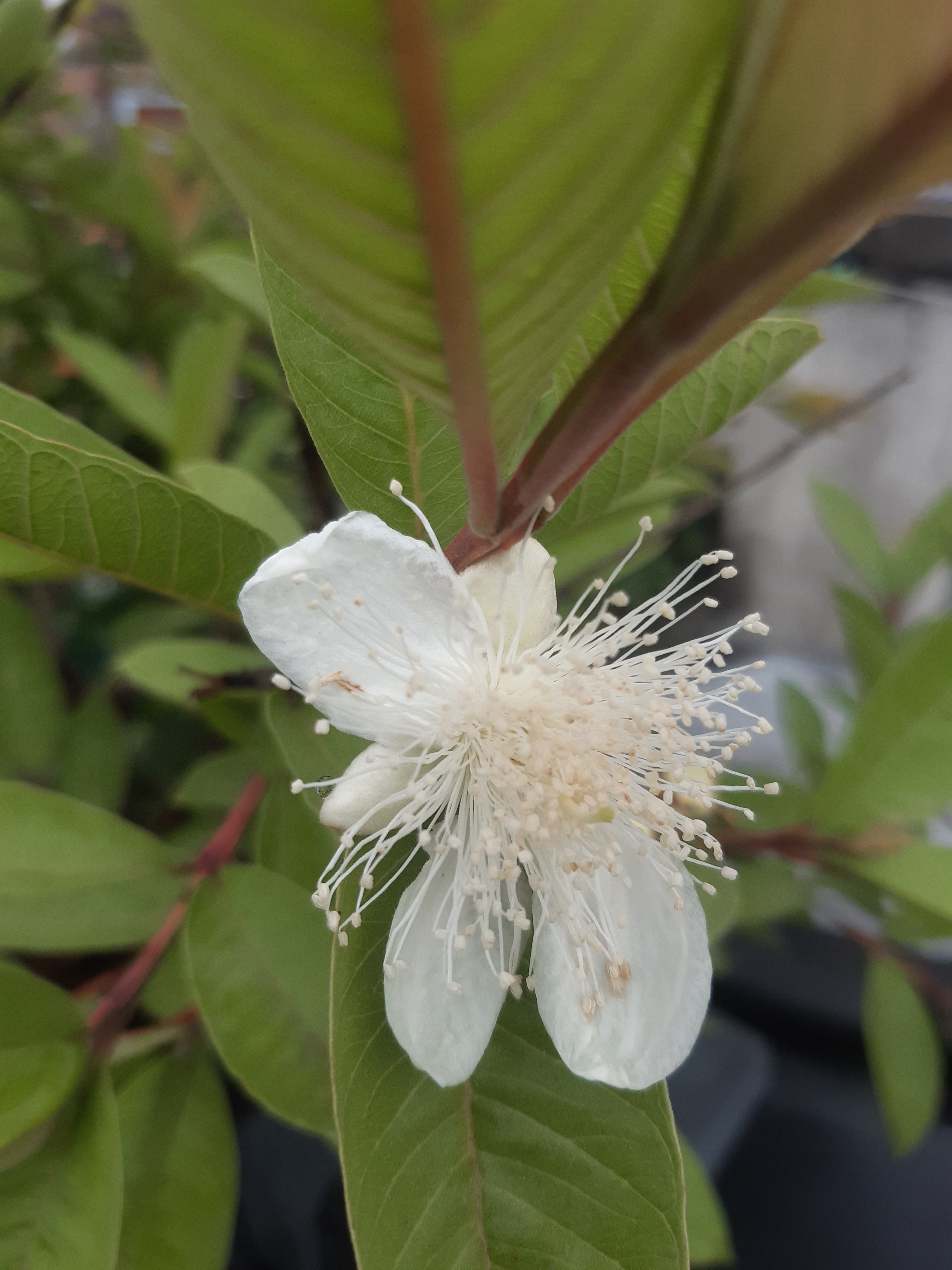
Fleur.
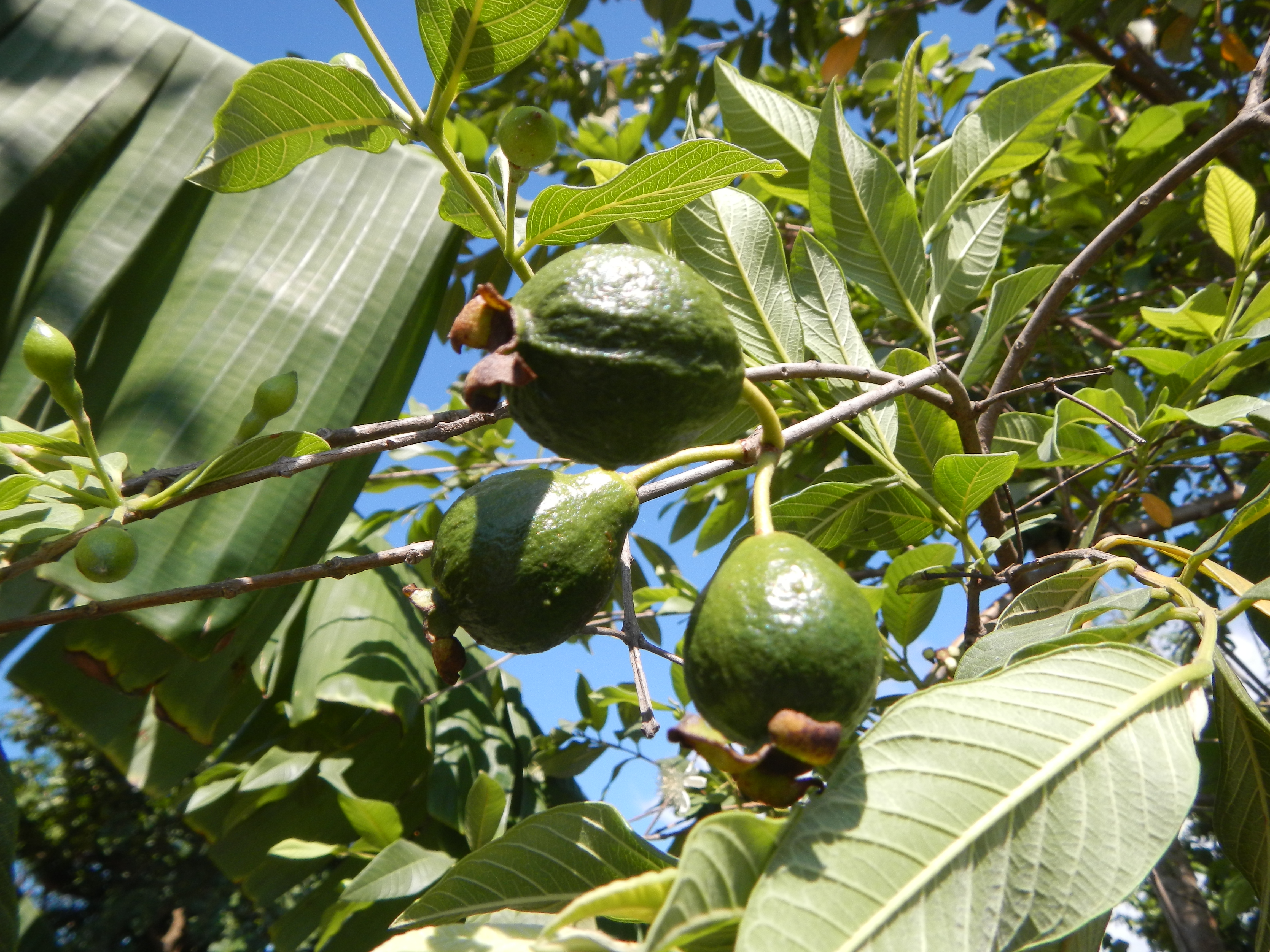
Goyave avec reste de calice (Philippines).
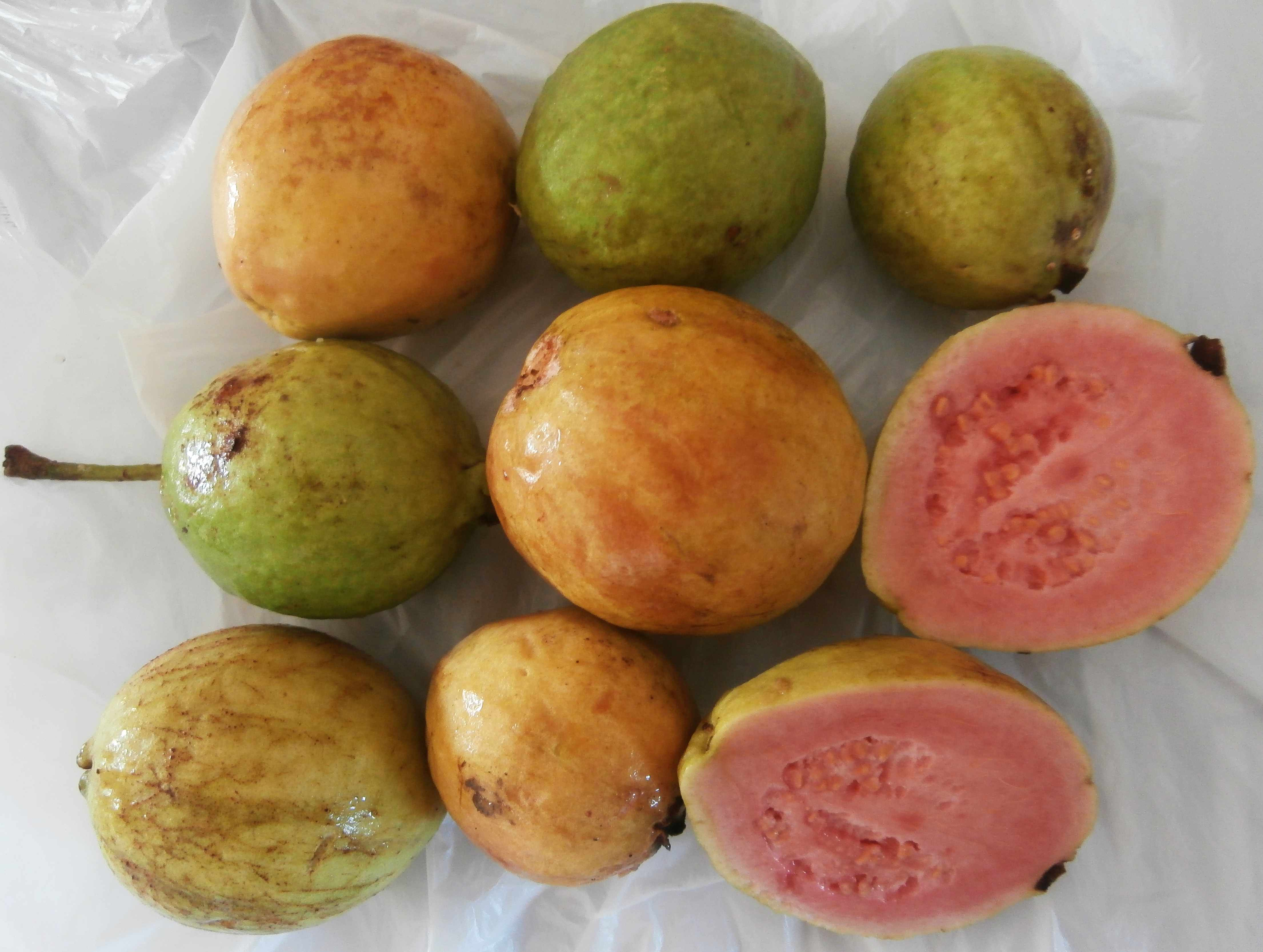
Cueillette de fruits (Cuba).

## Distribution

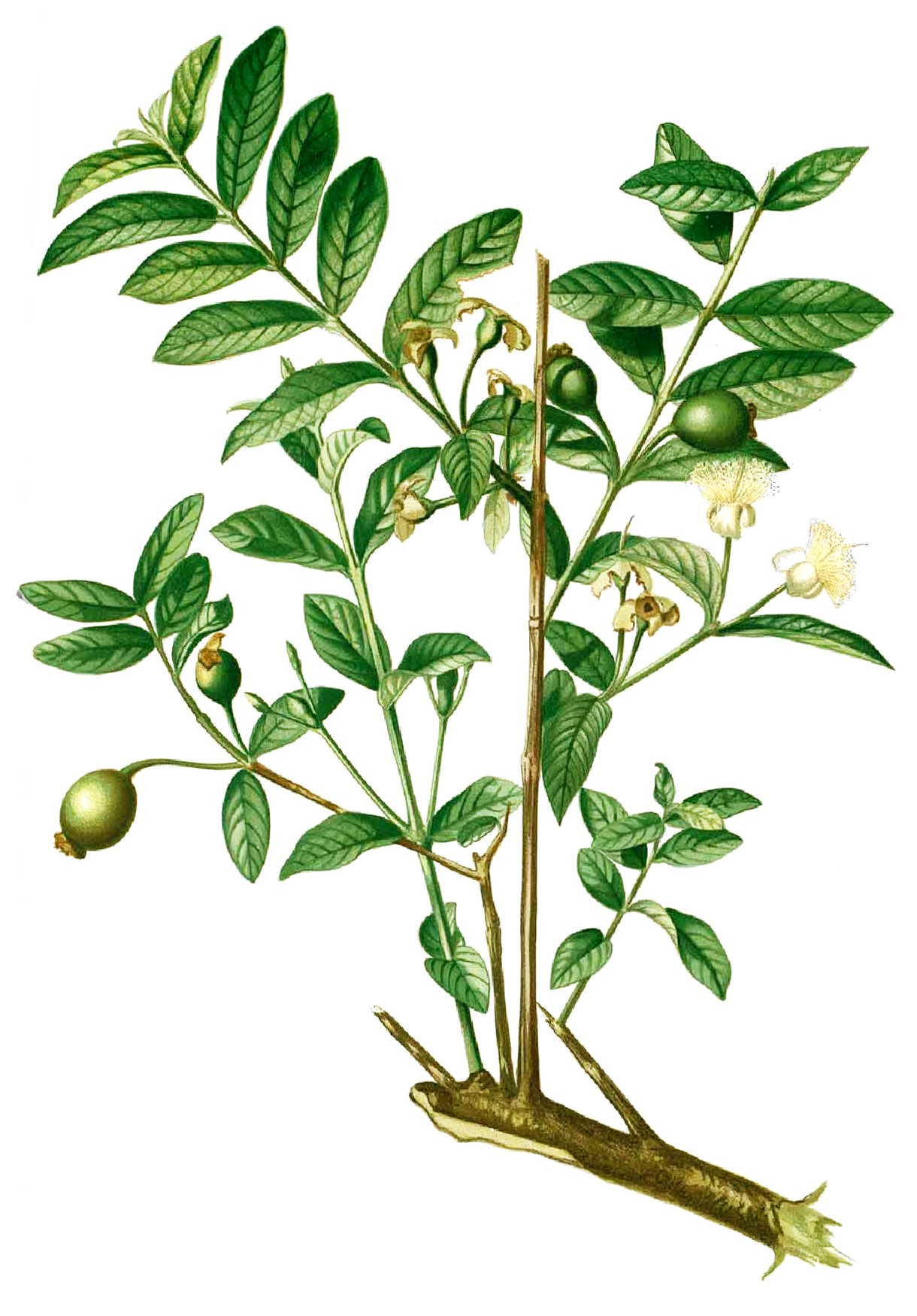
Branche.

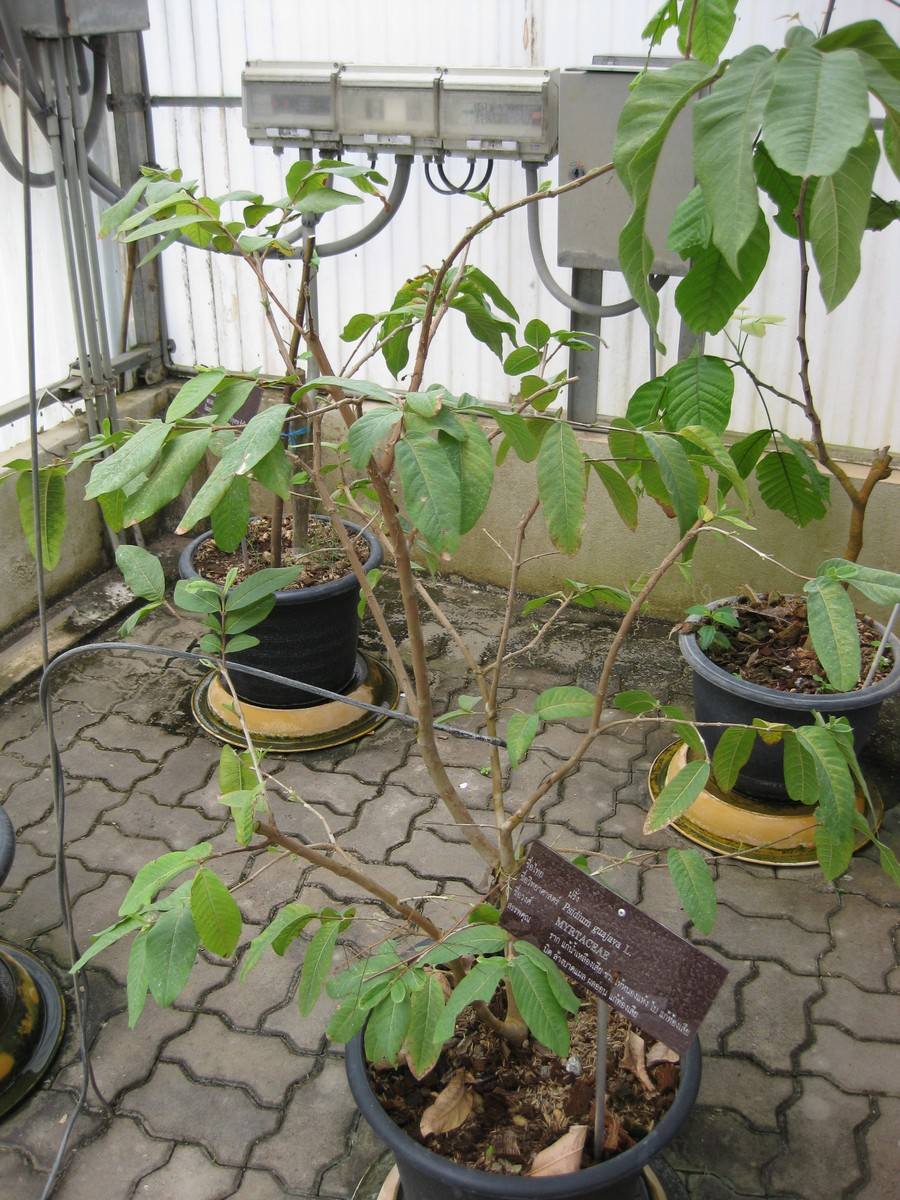
Cultivé en pot, au Jardin botanique de la reine Sirikit, en Thaïlande.

La distribution d’origine de l’espèce est incertaine. Beaucoup de botanistes considèrent que l’espèce est originaire d’Amérique tropicale, du Sud Mexique à l’Amérique du Sud, mais que sa distribution a été largement étendue via sa culture. Elle s’est répandue par la dispersion de ses graines par les oiseaux et les mammifères.
Psidium guajava croît rapidement et peut former des fourrés denses. Il s’adapte aussi bien au climat humide que sec.
Cet arbre fruitier se rencontre dans l'ensemble de l'Amérique tropicale, et il a été introduit avec succès dans les régions d'altitude en Afrique centrale et en Asie tropicale où l'on peut trouver les mêmes conditions climatiques tropicales que dans sa région d'origine. 
En Europe, il n'est pas très rustique et ne résiste pas à des températures négatives prolongées ni aux longues périodes de sécheresse hivernale.
Dans de nombreuses régions tropicales ou subtropicales où le goyavier est cultivé, il est souvent invasif.
En Nouvelle-Calédonie, bien que cette espèce soit considérée comme invasive, le Code de l'environnement de la Province Sud autorisent, après évaluation des conséquences de cette dérogation, son introduction dans la nature ainsi que sa production, son transport, son utilisation, son colportage, sa cession, sa mise en vente, sa vente ou son achat à des fins commerciales, agricoles ou forestières ou pour des motifs d’intérêt général.

## Variétés
La culture de Psidium guajava a produit de nombreux cultivars.
Chair rouge

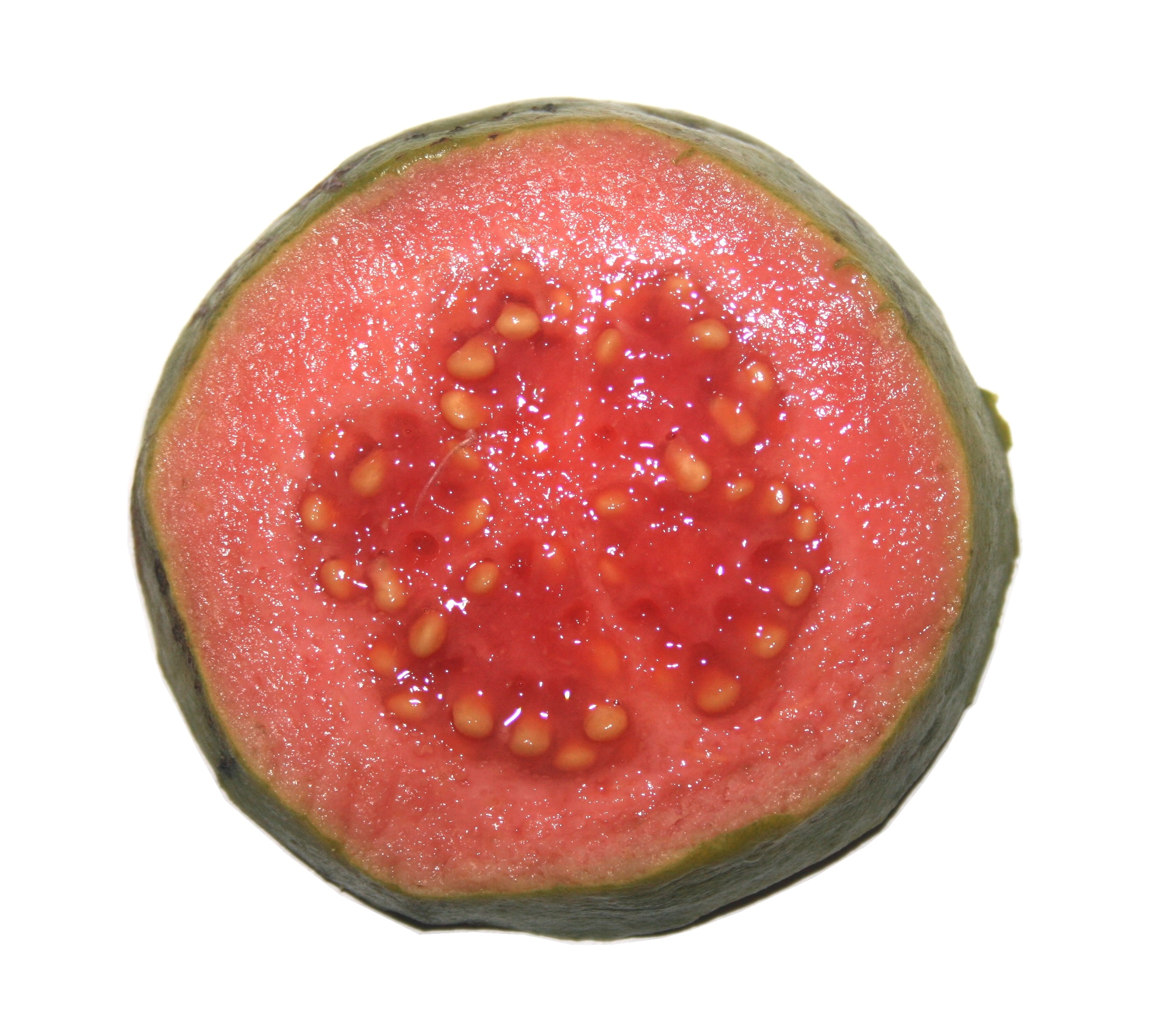
Pulpe rouge.

- 'Anakapalle' - nombreuse petites graines, petits fruits
- 'Florida seedling' - nombreuse graines, petits fruits
- 'Hapi' - fruits moyens
- 'Hybrid red supreme' - chair acide graines moyennement nombreuses
- 'Kothrud' - taille moyenne, graines moyennement nombreuses
- 'Miami red' - peu odorants et chair épaisse. Miami 1954
- 'Pink indian' - fruits moyens
- 'Red-fleshed' - nombreuses graines mais petites et tendres. Haut niveau de pectine
- 'Red hybrid' - fruits moyens
- 'Red indian' - très aromatisé. beaucoup de graines mais petites. Gros fruits. Peau jaune parfois lavée de rose. Assez productif en automne et début d'hiver
- 'Ruby' - fortement aromatisé gros. Peu de graines. Assez productif en automne et début d'hiver
- 'Wickramasekara' - fruits petits. Peu productif

Chair rose

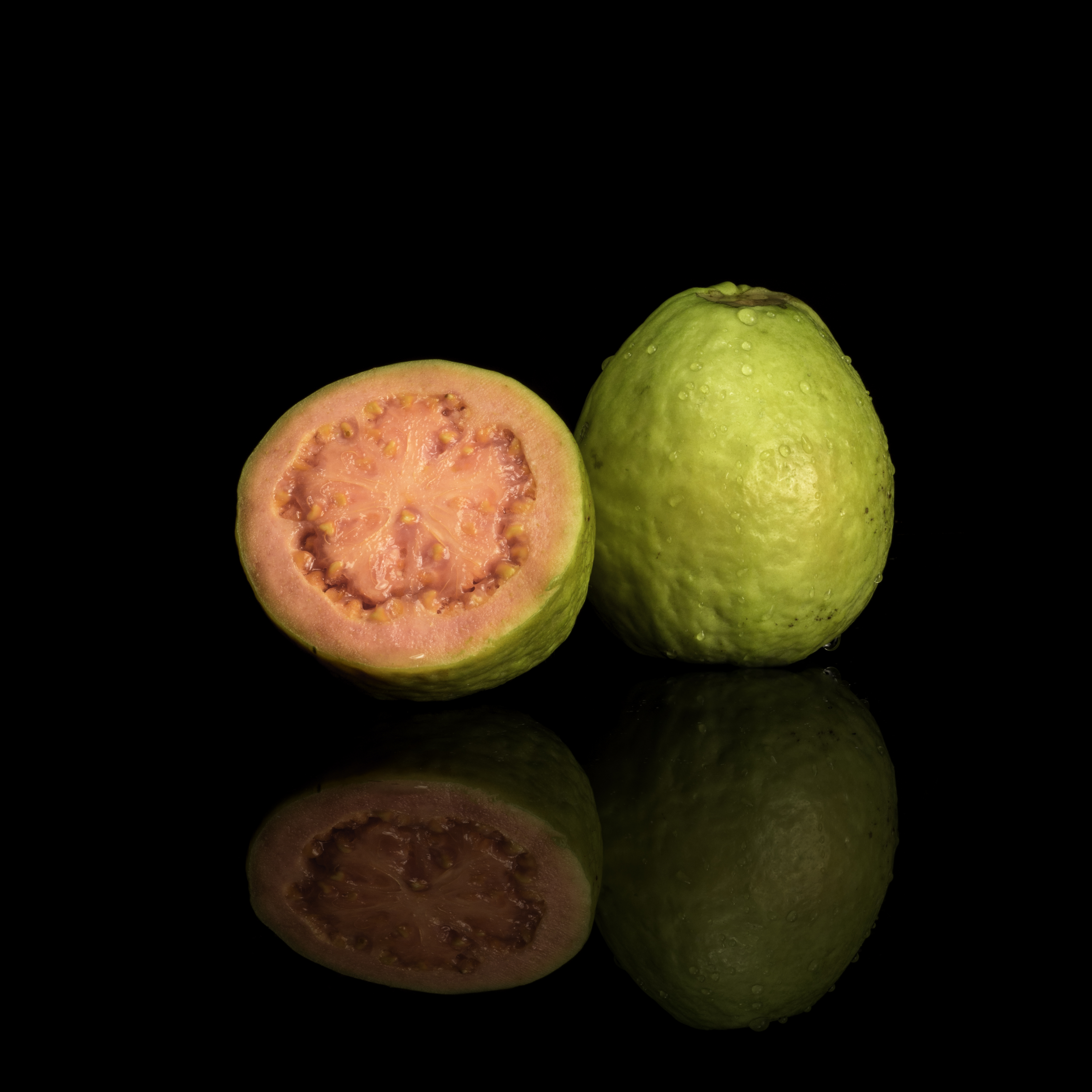
Pulpe rose.

- 'Blitch' - fortement aromatisée. Graines petites mais nombreuses
- 'Elisabeth' - grande taille. Très acide
- 'Ka Hua Kula' - peu de graines, très peu acide. Très productif. Sélectionné à Hawaï en 1978 sur un semis de 1 200 graines
- 'Patillo' - très bien aromatisé. Graines petites et peu nombreuses
- 'Patricia' - saveur de fraise. Très petit. Très productif
- 'Red' × 'Supreme' × 'Ruby' - chair rose foncé, grands fruits
- 'Rolfs' - taille moyenne. Bonne qualité. 9 % de sucre
- 'Stone' - chair rose foncé. Saveur agréable
- 'Supreme' - petits fruits, sucré

Chair blanche

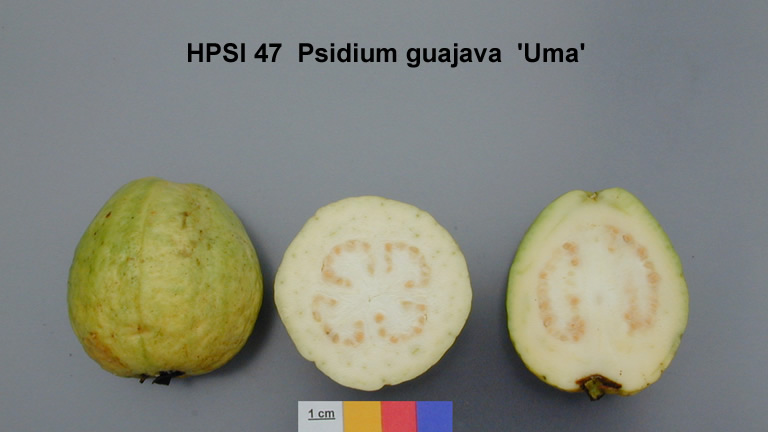
Pulpe blanche.

- 'Allahabad' - graines dures et assez nombreuses, grands fruits
- 'Apple colour' - Chair blanc crème, peau rose foncé. Saveur très bonne et graines assez peu nombreuses. Taille moyenne. 0,34-2,12 % d'acidité, 9-11,36 % de sucre. Très productif
- 'Bassateen el sabahia' - peu de graines. Très bonne saveur. Peau blanche parfois lavée de rose. Taille moyenne. Longue saison de production. Une sélection égyptienne effectué en 1975 sur plusieurs centaines de semis. Une variété de référence en production commerciale
- 'Behat coconut' - peu de graines, gros fruits
- 'Cayenne' - gros fruits
- 'Chittidar' - sucré acidité moyenne. Assez productif. Bonne conservation
- 'Habshi' - quelques graines, fruits moyens
- 'Karela' - granuleuse, peau dure. Sucré, bonne saveur bien marquée. Peu productif
- 'Large white' - grande taille, peu sucré et astringent
- 'Lucknow 42' - chair blanc crème, taille moyenne. Saveur sucrée et bon arôme. Très peu de graines. De bonne conservation
- 'Lucknow 49' - chair blanc crème, peu de graines, assez gros. Très productif. Haut taux de pectine, adapté à la transformation en gelée
- 'Miami white' - peu odorants et chair épaisse. Miami 1954
- 'Nagpur seedless' - assez petits fruits
- 'Redland' - peu de graines. Très gros fruits mais peu odorants. Décrit en 1941 en Floride
- 'Red' × 'Supreme' × 'Ruby' × 'White' - chair blanc crème, très gros fruits
- 'Safeda' - peu de graines, peau très mince, Goût très apprécié.
- 'Seedless' (de Allahabad) - assez gros, sucré, tendre. Peu productif
- 'Seedless' (de Poona) - Triploid (2n=3x=33)
- 'Smooth green' - taille moyenne, petites graines peu nombreuses mais dures
- 'Supreme' - peu de graines. Faible arôme. 8 mois de production
- 'Supreme' × 'Ruby' - fruits moyens. très productif

Autres
- 'Acid speer' - chair jaune pâle, acide, riche en pectine
- 'GA11-56' - peau verte
- 'Hart' - chair jaune clair. Assez gros. 8 % de sucre
- 'Webber' - chair jaune clair. Moyennement gros. Bonne saveur. 9,5 % de sucre

Des hybrides existent avec P. guineense pour introduire une moindre vigueur à l'arbre.

## Utilisations

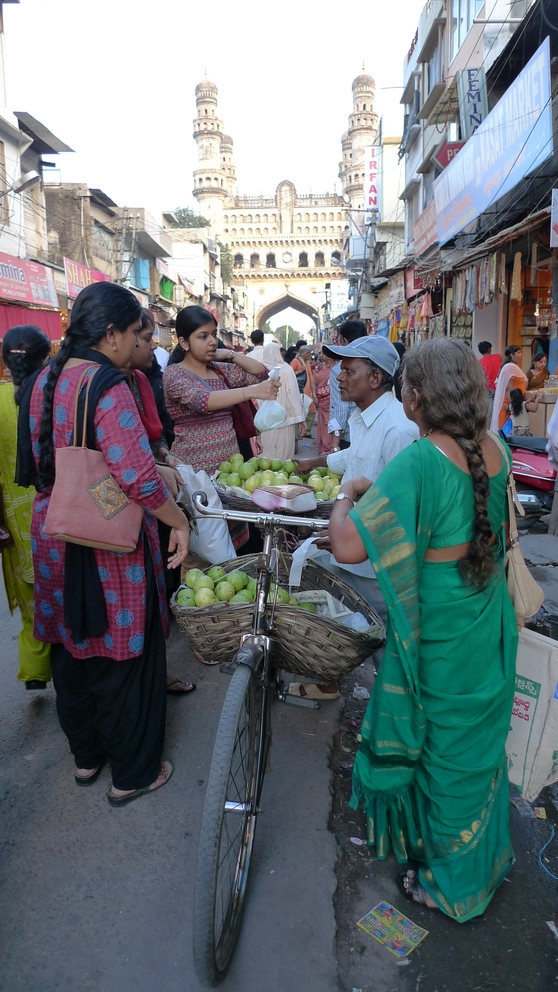
Vente de goyaves, en Inde.

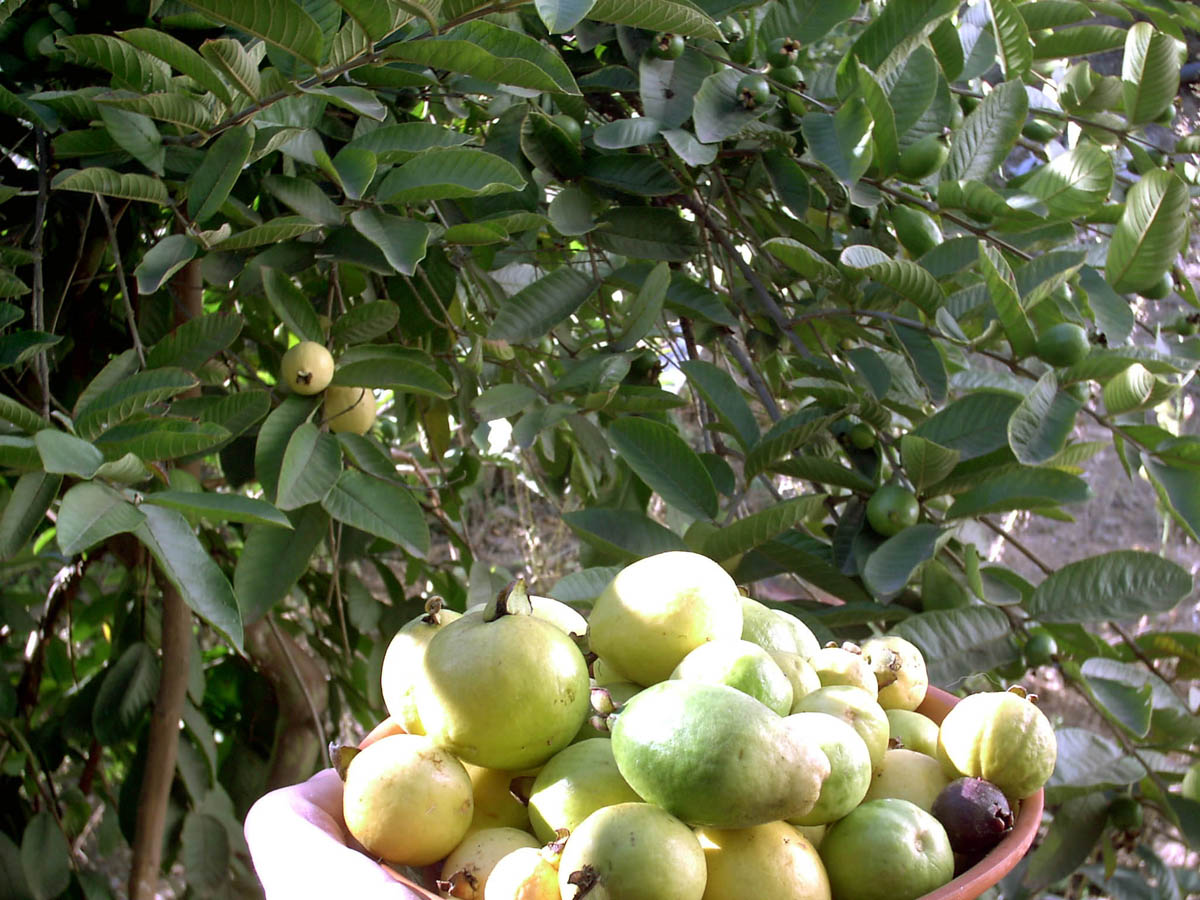
Récolte de goyaves en Basse-Californie.

### Alimentation
Le goyavier est un arbre fruitier d'une grande importance économique. Il existe des variétés de goyaves jaunes (goyave poire) ou vertes (goyave pomme). Elles sont consommées fraîches et peuvent être transformées en confitures, en gelées et en jus de fruits.
La production mondiale de goyaves est estimée à 2,3 millions de tonnes par an, entre 2015 et 2017. L’Inde est le principal producteur, suivi par la Chine, le Mexique, l’Égypte et le Brésil.

### Utilisations médicinales
Les feuilles, préalablement lavées, peuvent être mâchées ou servir à préparer une décoction — thé de feuilles de goyavier — à boire en cas de diarrhée, en particulier en cas de turista.
Aux Antilles françaises, l’infusion des bourgeons est utilisée contre la diarrhée. La goyave verte est astringente tandis que la goyave mûre est laxative.

### Menuiserie
Le bois dur du goyavier est utilisé en menuiserie.